# Рука слави

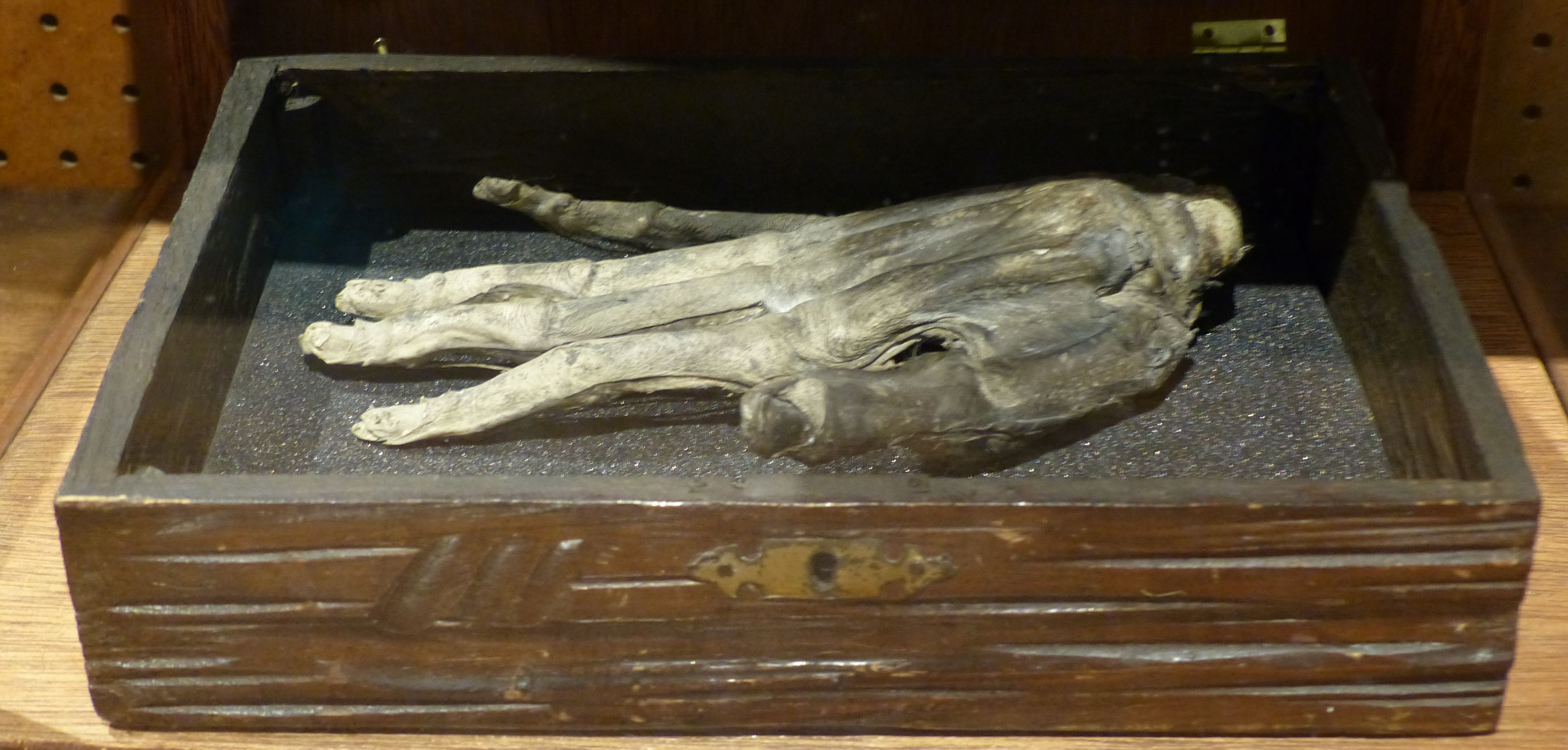
Середньовічна «рука слави» серед експонатів англійського Музей Вітбі.

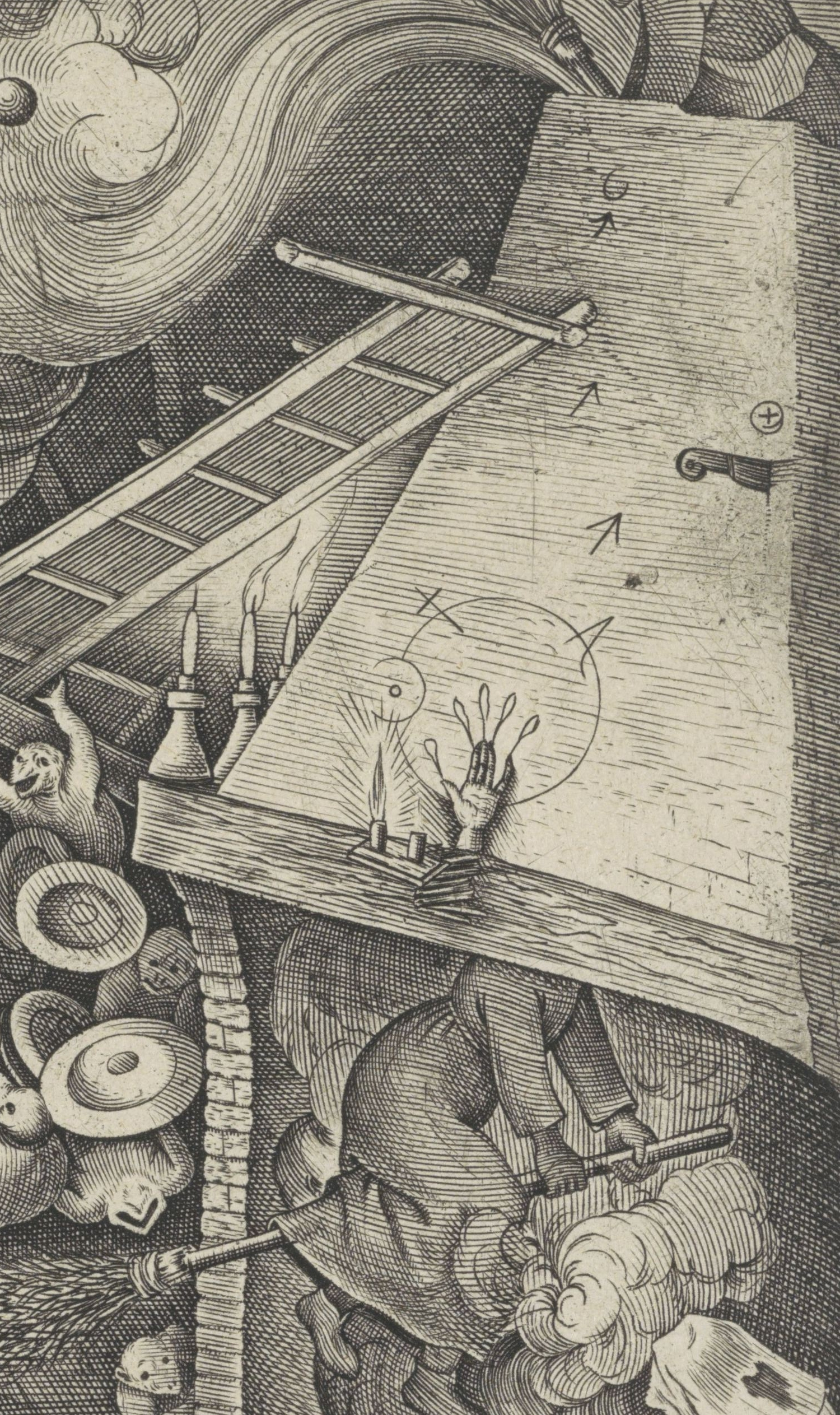
«Рука слави» на каміні — частина гравюри Пітера ван дер Гейдена, ймовірно, за малюнком Пітера Брейгеля або Ієроніма Кока. Також зображено як відьма на мітлі рятується через димохід. 1565 рік.

Рука́ сла́ви (фр. Main de Gloire, англ. Hand of Glory) — муміфікована кисть руки повішеної людини. Іноді наголошується, що це саме ліва, «зловісна» (лат. sinister), рука або рука людини повішеної за вбивство — рука, що «зробила справу» (англ. did the deed). Цей предмет з середньовічних європейських легенд нібито володіє магічними властивостями.
За європейськими легендами, свічка, зроблена з жиру злочинця, запалена та поміщена в «руку слави», що виконує роль свічника та раніше належала тій самій людині, може зробити нерухомими всіх, хто побачить світло цієї свічки. Такі свічки можуть бути погашені, нібито, тільки за допомогою молока. В деяких легендах як ґніт використовується волосся небіжчика, а свічка в «руці слави», нібито, буде осяювати шлях тільки тому, хто її тримає. «Руці слави» також приписувалася здатність відмикати будь-які двері, як реальні, так і потойбічні.
У ряді праць часів Середньовіччя та Нового часу знаходяться описи способів створення та використання «руки слави».
Етимолог Волтер Скит пов'язує походження назви «рука слави» від французького «Main de Gloire», що в свою чергу є спотворенням слова «мандрагора».
В англійському музеї Вітбі серед експонатів знаходиться середньовічна «рука слави».

## Образ у кіно
- У фільмі жахів 1973 року «Плетена людина», господар намагається з використанням «руки слави» примусити сержанта Гові заснути. Її дія виявляється такою потужною, що донька господаря висловлює стурбованість тим, що «він може проспати протягом декількох днів».
- У трилері 1987 року «Янгольське серце» Гаррі Ангел під час обшуку помешкання мадам Круземарк знаходить в ящику «руку слави» — натяк на темну магію, яку вона практикувала разом з Джоні.
- У 13 епізоді «Коробка у формі серця» (англ. «Heart Shaped Box») 3 сезону містичного телесеріалу «Первородні» (2016 рік) відьма Давіна Клер використовує «руку слави» щоб відкрити двері в потойбічний світ і прикликати відьмака Кола Майклсона, якого давно, але поки марно, намагається повернути до світу живих. У закоханих є час для спілкування поки горить ця жахлива свічка[6].